# Marcus Linday
Marcus Linday (Södertälje, 2 juni 2003) is een Zweedse voetballer die speelt als middenvelder voor de Nederlandse club Heerenveen.

## Carrière

### Assyriska FF
Linday begon zijn jeugdcarrière bij Pershagens SK. Hij maakte zijn debuut voor Assyriska FF in 2020. Het team kwijnde weg in lagere divisies, deed mee aan de Ettan, maar degradeerde naar de Division 2, de vierde divisie. Linday beloofde in Assyriska te blijven ondanks aanbiedingen van andere clubs. In 2022 had het team de kans om promotie te winnen via play-off, maar dat mislukte. In 2023 besloot Linday nog een seizoen in Assyriska te blijven, en het team slaagde erin terug te keren naar het derde niveau.
Tijdens zijn tijd bij Assyriska maakte Linday consequent lijsten van de grootste jonge talenten en de beste spelers in Divisie 2.

### Västerås
Toen Västerås SK promoveerde in 2024 naar de Allsvenskan en dat niveau voor het eerst sinds 1997 bereikte, was Linday de eerste aanwinst tijdens de wintertransferperiode. Ondanks dat hij rechtstreeks van het vierde naar het eerste niveau ging, maakte Linday indruk in de wedstrijd tegen Hammarby IF in de Zweedse voetbalbeker, die Västerås met 2-1 won. Hij maakte zijn Allsvenskan-debuut in april 2024 tegen AIK.

### sc Heerenveen
In januari 2025 maakte Linday de overstap naar sc Heerenveen, dat meer dan twee miljoen euro voor hem betaald zou hebben. Hij maakte zijn debuut op 12 januari tegen NAC Breda. Hij speelde de hele wedstrijd en gaf een assist. Op 2 maart scoorde hij een doelpunt tegen AZ.